# Myanmar National League 2017
Die Myanmar National League 2017 war die zehnte Spielzeit der höchsten myanmarischen Fußballliga seit ihrer Gründung im Jahr 2009. Die Saison begann am 14. Januar und endete am 29. Oktober 2017. Titelverteidiger war der Yadanarbon FC.

## Modus
Die Vereine spielten ein Doppelrundenturnier aus, womit sich insgesamt 22 Spiele pro Mannschaft ergaben. Es wurde nach der 3-Punkte-Regel gespielt (drei Punkte pro Sieg, ein Punkt pro Unentschieden). Die Tabelle wurde nach den folgenden Kriterien bestimmt:
1. Anzahl der erzielten Punkte
2. Tordifferenz aus allen Spielen
3. Anzahl Tore in allen Spielen

Am Ende der Saison qualifizierte sich die punktbeste Mannschaft für die erste Qualifikationsrunde der AFC Champions League 2018. Zusätzlich sollte der Sieger des General Aung San Shields an der Play-off-Runde des AFC Cup 2018 teilnehmen. Da der Meister auch den Pokal gewinnen konnte, übernahm der Ligazweite den Platz im AFC Cup. Die beiden Vereine mit den wenigsten Punkten stiegen in die zweitklassige MNL-2 ab.

## Teilnehmer
Der GFA FC kehrte nach zweijähriger Abstinenz als Zweiter der MNL-2 2016 wieder zurück in die Myanmar National League. Der eigentliche Meister, der Manaw Myay FC, verzichtete auf den Aufstieg. Der zweite Aufsteiger, der Nay Pyi Taw FC, spielte zuletzt in der Saison 2015 in der höchsten myanmarischen Liga.
Aufgrund des Rückzugs des Zayar Shwe Myay FC entging der Vorletzte der Saison 2016, der Southern Myanmar FC, dem Abstieg. Der letztplatzierte Verein, der Horizon FC, musste nach nur einem Jahr in der Myanmar National League wieder in die MNL-2 zurück.
| Verein              | Beheimatet in, Staat/Region | Stadion                    |
| ------------------- | --------------------------- | -------------------------- |
| Ayeyawady United    | Pathein, Irawadi            | Ayar Stadium               |
| Chin United         | Hakha, Chin                 | Bogyoke-Aung-San-Stadion   |
| GFA FC              | Hakha, Chin                 | Thuwanna-Stadion           |
| Hanthawaddy United  | Toungoo, Bago               | Toungoo Stadium            |
| Magwe FC            | Magwe, Magwe                | Thuwanna-Stadion           |
| Nay Pyi Taw FC      | Naypyidaw, Naypyidaw        | Wunna Theikdi Stadium      |
| Rakhine United      | Sittwe, Rakhaing            | Waitharli-Stadion          |
| Shan United         | Taunggyi, Shan              | Taunggyi-Stadion           |
| Southern Myanmar FC | Mawlamyaing, Mon            | Yamanya Stadion            |
| Yadanarbon FC       | Mandalay, Mandalay          | Mandalarthiri-Stadion      |
| Yangon United       | Rangun, Yangon              | Yangon-United-Sportkomplex |
| Zwekapin United     | Hpa-an, Kayin               | Thuwanna-Stadion           |

## Personal
| Mannschaft          | Trainer           | Mannschaftskapitän |
| ------------------- | ----------------- | ------------------ |
| Ayeyawady United    | Htet Min Saya     | Min Min Thu        |
| Chin United         | Shwe Shwe Aung    | Suan Lam Mang      |
| GFA FC              | Htike Thiha Saya  | Mai Aih Naing      |
| Hanthawaddy United  | Saya Zaw Min Htut | Aung Zaw           |
| Magwe FC            | Win Hlaing Oo     | Hein Zar Aung      |
| Nay Pyi Taw FC      | Kyaw Zin Saya     | Chan Chan          |
| Rakhine United      | Phyo Thiha Naing  | Chan Nyein Kyaw    |
| Shan United         | Soe Myat Min      | Thiha Sithu        |
| Southern Myanmar FC | Win Min Htike     | Soe Myat Thu       |
| Yadanarbon FC       | Aung Phyo Saya    | Yan Paing          |
| Yangon United       | Ko Ko Oo          | Khin Maung Lwin    |
| Zwekapin United     | Saya Min Kyi Aung | Latt Ko Ko Aye     |

## Ausländische Spieler
| Mannschaft          | Spieler 1             | Spieler 2           | Spieler 3                    | Asien            | Ehemalige Spieler               |
| ------------------- | --------------------- | ------------------- | ---------------------------- | ---------------- | ------------------------------- |
| Ayeyawady United    | Sébastien Etiemblé    | Keith Nah           | Serge Philippe Ndongo        |                  |                                 |
| Chin United         | Soulemadou            | Doe Sackie Teah     | Ahmedou Tidjani              |                  | Kaham Mardochee Arthur Kouassi  |
| GFA FC              | Atanga Effa Kostika   | Mark Sekyi          | Emmanuel Ikechukwu Uzochukwu |                  |                                 |
| Hanthawaddy United  | Junior                | Marcinho            | Marcio Santos                |                  |                                 |
| Magwe FC            | Abdulafees Abdulsalam | Jean Hilako         | Michael Falcon               |                  | Sekou Sylla                     |
| Nay Pyi Taw FC      | Quatta Ibrahim        | Bamba               | Diarra Zana Salif            | Takumu Nishihara |                                 |
| Shan United         | Djawa Maximum         | Patrick Kanyuka     | Christopher Chizoba          | Han Kyung-in     | Kim Hyun-woo                    |
| Southern Myanmar FC | Mirko Todorović       | Simeon Hristov      | Hedipo Conceiçao             |                  | Prado                           |
| Rakhine United      | Komi Biova Akakpo     | Ebimo West Anderson | Mathew Sunday Idoko          |                  |                                 |
| Yadanarbon FC       | William               | Patrick Asare       |                              |                  | Onoriode Odah                   |
| Yangon United       | Kekere Moukailou      | Emerson             | César                        |                  | Francis Emeka                   |
| Zwekapin United     | Maranhão              | Clifford Clarke     | Finigue Moussa Ballo         | Ken Matsumoto    | Donald Bissa Djam Ronald Kufoin |

 Spieler, die während der Saison den Verein verlassen haben

## Abschlusstabelle
| Pl. | Verein              | Sp. | S  | U | N  | Tore    | Diff. | Punkte |
| --- | ------------------- | --- | -- | - | -- | ------- | ----- | ------ |
| 1.  | Shan United         | 22  | 17 | 3 | 2  | 037:800 | +29   | 54     |
| 2.  | Yangon United       | 22  | 16 | 4 | 2  | 045:110 | +34   | 52     |
| 3.  | Yadanarbon FC (M)   | 22  | 14 | 5 | 3  | 050:270 | +23   | 47     |
| 4.  | Ayeyawady United    | 22  | 10 | 6 | 6  | 036:240 | +12   | 36     |
| 5.  | Rakhine United      | 22  | 9  | 7 | 6  | 025:260 | −1    | 34     |
| 6.  | Magwe FC (P)        | 22  | 7  | 9 | 6  | 025:230 | +2    | 30     |
| 7.  | Zwekapin United     | 22  | 8  | 2 | 12 | 020:320 | −12   | 26     |
| 8.  | Southern Myanmar FC | 22  | 5  | 8 | 9  | 019:250 | −6    | 23     |
| 9.  | Hanthawaddy United  | 21  | 4  | 8 | 9  | 030:380 | −8    | 20     |
| 10. | GFA FC (N)          | 22  | 4  | 5 | 13 | 020:330 | −13   | 17     |
| 11. | Nay Pyi Taw FC (N)  | 22  | 3  | 3 | 16 | 016:490 | −33   | 12     |
| 12. | Chin United         | 22  | 3  | 2 | 17 | 021:480 | −27   | 11     |

| Zum Saisonende 2017: |
| Myanmarischer Meister, Pokalsieger und Teilnahme an der ersten Qualifikationsrunde der AFC Champions League 2018 Teilnahme an der Play-off-Runde des AFC Cup 2018 Abstieg in die MNL-2 2018 |

| Zum Saisonende 2016: |                                                        |
| (M)                  | Amtierender Meister: Yadanarbon FC                     |
| (P)                  | Amtierender Pokalsieger: Magwe FC                      |
| (N)                  | Aufsteiger aus der MNL-2 2016: GFA FC & Nay Pyi Taw FC |

## Torschützenliste
| Platz. | Spieler                      | Mannschaft          | Tore |
| ------ | ---------------------------- | ------------------- | ---- |
| 01.    | Keith Nah                    | Ayeyawady United    | 15   |
| 01.    | Christopher Chizoba          | Shan United         | 15   |
| 03.    | Mathew Sunday Idoko          | Rakhine United      | 11   |
| 04.    | Marcinho                     | Hanthawaddy United  | 10   |
| 04.    | Patrick Asare                | Shan United         | 10   |
| 04.    | Emmanuel Ikechukwu Uzochukwu | GFA FC              | 10   |
| 07.    | Dway Ko Ko Chit              | Shan United         | 7    |
| 07.    | Thiha Zaw                    | Ayeyawady United    | 7    |
| 09.    | Bamba                        | Nay Pyi Taw FC      | 6    |
| 09.    | Aung Thu                     | Yadanarbon FC       | 6    |
| 09.    | Thet Naing                   | Yadanarbon FC       | 6    |
| 09.    | Win Naing Soe                | Yadanarbon FC       | 6    |
| 09.    | Simeon Hristov               | Southern Myanmar FC | 6    |
| 09.    | Kyaw Ko Ko                   | Yangon United       | 6    |
| 15.    | Suan Lam Mang                | Chin United         | 4    |

## Weiße Weste (Clean Sheets)
| Platz. | Spieler         | Mannschaft       | Clean sheets |
| ------ | --------------- | ---------------- | ------------ |
| 01.    | Thiha Sithu     | Shan United      | 14           |
| 02.    | Kyaw Zin Htet   | Yangon United    | 12           |
| 03.    | Van Lal Hruaia  | Ayeyawady United | 8            |
| 04.    | Kyaw Zin Phyo   | Magwe FC         | 7            |
| 05.    | Chan Nyein Kyaw | Rakhine United   | 6            |

## Auszeichnungen

### Trainer des Monats
| Monat        | Name            | Mannschaft    |
| ------------ | --------------- | ------------- |
| Januar       | U Tin Maung Tun | Yangon United |
| Februar      | U Soe Myat Min  | Shan United   |
| März / April | U Tin Maung Tun | Yangon United |
| Mai          | U Soe Myat Min  | Shan United   |

### Spieler des Monats
| Monat        | Name                | Mannschaft    |
| ------------ | ------------------- | ------------- |
| Januar       | Francis Emeka       | Yangon United |
| Februar      | Christopher Chizoba | Shan United   |
| März / April | Kyaw Ko Ko          | Yangon United |
| Mai          | Thet Naing          | Yadanarbon FC |

## Ausrüster und Sponsoren
| Mannschaft          | Ausrüster   | Trikotsponsor            |
| ------------------- | ----------- | ------------------------ |
| Ayeyawady United    | FBT         | AMI Insurance            |
| Chin United         | Pro Sport   | M-150                    |
| GFA FC              | Kronos      | Gospel For Asia          |
| Hanthawaddy United  | FBT         |                          |
| Magwe FC            | Grand Sport |                          |
| Nay Pyi Taw FC      | Warrix      | Hotel ACE                |
| Rakhine United      | N/A         | United Amara Bank        |
| Shan United         | Pro Sport   | KBZ Bank                 |
| Southern Myanmar FC | Pro Sport   | Yuzana Group             |
| Yadanarbon FC       | FBT         | Alpine                   |
| Yangon United       | Grand Sport | First National Insurance |
| Zwekapin United     | N/A         | Htay Group               |